# Cerkiew Świętego Jerzego w Sofii
Cerkiew Świętego Jerzego w Sofii (buł. Църква «Свети Георги») – wczesnochrześcijańska rotunda z czerwonej cegły, będąca najstarszym budynkiem, znajdującym się w Sofii, stolicy Bułgarii. Znajduje się między Hotelem Sheraton a Pałacem Prezydenckim, wśród pozostałości antycznego miasta Serdica.
Rotunda została zbudowana przez Rzymian w IV wieku naszej ery. Wewnątrz oraz w centralnej kopule zachowały się oryginalne freski z XII–XIV wieku. Za czasów Imperium Osmańskiego budynek służył za meczet, a od jego upadku za cerkiew-muzeum.